# Новосёлово (Новосёловский район)
Новосёлово — село, административный центр Новосёловского сельсовета и Новосёловского района Красноярского края.

## География
Село расположено на левом берегу Красноярского водохранилища, в 222 километрах к юго-западу от Красноярска, в 179 километрах к северу от Абакана (расстояния даны по автодорогам). Вблизи села проходит федеральная автодорога Р257 «Енисей».

## История
Точная дата основания села Новосёлово неизвестна, хотя существуют некоторые исторические документы, указывающие на примерную дату образования села.
В 1739 году известный российский учёный историограф немецкого происхождения Герард Фридрих Миллер совершал путешествие по Сибири, был он и на территории Новосёловской волости. О своих впечатлениях об увиденном он поделился в дневниках «Путешествие от Красноярска через степи реки Июс до реки Абакана и Саянского острога, а оттуда через Лугазинский и Ирбинский медный и железный заводы до Абаканска и далее вниз по Енисею назад до Красноярска.1739 г». Вот как описывает Миллер с. Новосёлово: «Дер. Новоселово, на левом берегу, за маленьким островом, в 5 верстах от предыдущей деревни. Имеет церковь Петра и Павла, построенную лишь 2 года назад, и 26 дворов». Следовательно упомянутая здесь церковь Петра и Павла (Новосёловская Петро-Павловская церковь) была построена в 1737 году.
Ещё раньше, 17 февраля 1722 года немецкий учёный Даниэль Готлиб Мессершмидт, возглавлявший по указу Петра I первую научную экспедицию в Сибирь, проезжая по территории будущей Новосёловской волости, упоминает в своих дневниках некую недавно основанную деревню Новосельцы, состоящую из трёх домиков. Учёный при этом отмечает, что недалеко находятся Городовая стена, речка Анаш, деревня Янова и др. Нет сомнений, что речь идет именно о будущем селе Новосельском (Новосёлово). Таким образом, можно предположить, что Новосёлово появилось примерно в 1720 году.
В 1783 году формируется Ачинский уезд Томской области, который формируют вновь созданные волости, в том числе на картах появляется Новосёловская волость, административным центром которой становится большое купеческое село Новосёлово. В период 1804—1822 года волость относится к Томскому, затем Енисейскому уездам Томской губернии, затем, до 1925 года — к Минусинскому уезду Енисейской губернии.
В 1920 году был образован Новосёловский поселковый совет. После организации Новосёловского района — 4 апреля 1924 года, посёлок Новосёлово стал районным центром. В нём в то время проживало 894 человека.
В связи со строительством Красноярской ГЭС и Красноярского водохранилища село оказалось в зоне затопления водохранилища. Поэтому оно было перенесено вверх по рельефу, застроено и объявлено посёлком городского типа (1962 год). В 1991 году Новосёлово было вновь преобразовано в сельское поселение.
На центральной площади села установлен памятник-бюст генеральному секретарю ЦК КПСС К. У. Черненко.

## Население
| 1924  | 1939  | 1959  | 1970  | 1979  | 1989  | 2002  |
| ----- | ----- | ----- | ----- | ----- | ----- | ----- |
| 894   | ↗3394 | ↘2882 | ↗5212 | ↗5576 | ↗6595 | ↘6350 |
| 2009  | 2010  | 2012  | 2013  | 2014  | 2015  | 2016  |
| ↗6490 | ↘5980 | ↘5822 | ↘5785 | ↘5751 | ↘5744 | ↗5752 |
| 2017  |       |       |       |       |       |       |
| ↘5691 |       |       |       |       |       |       |

## Инфраструктура
Село расположено в 3 км от автодороги Р257 «Енисей» и связано с ней двумя подъездами. Между берегами Красноярского водохранилища действует паромная переправа, связывающая Новосёлово с правобережной автодорогой до Минусинска и рядом населённых пунктов на правом берегу.
В селе находится автостанция, на которую заезжают все автобусы, следующие по трассе Р257.

## Достопримечательности
- Новосёловский музей. Открыт в 1975 году в здании дома культуры. Здесь представлены экспонаты таштыкской культуры с раскопов «Чегерак», «Кокорево» и «Куртак» (I в. до н. э. — V в. н. э.). В музее показан процесс раскопки погребальной камеры, выставлены гипсовые маски, раскрашенные красной и чёрной красками, а также вещи, которые укладывали с умершими[21].
- Эпонимная стоянка Кокорево I в верховьях реки Енисей дала название кокоревской культуре эпохи верхнего палеолита[22]. На стоянке Кокорево в верховьях реки Енисей найдена лопатка бизона с воткнувшимся в неё наконечником[23].
- На правом берегу реки Поповки над бывшим селом Новосёлово-Старое интенсивно размываются палеолитические местонахождения Новосёлово VI, VII, IX, XII[24]. Стоянки Новосёлово VI, Афонтова гора и Лиственка, судя по имеющемуся корпусу дат, полученных для культурного слоя, отражают этап освоения Сибири не ранее 15—12 тыс. лет назад[25].

## Знаменитые жители и уроженцы
- В деревне Тесинской (Большая Тесь) Новосёловской волости в семье крестьянина Устина Демидовича Черненко 11(24) сентября 1911 года родился будущий генеральный секретарь ЦК КПСС Константин Устинович Черненко.
- В селе в 1871 году родилась Вера Арсеньевна Баландина — учёный-химик, основатель города Черногорск.

## Галерея
- Перекрёсток «Кольцо» в с. Новосёлово
- Крестовоздвиженский храм в с. Новосёлово
- Новосёловская пристань